# フェスティバル・オブ・ファンタジー・パレード
フェスティバル・オブ・ファンタジー・パレード （英語: Festival of Fantasy Parade） は、マジック・キングダムで公演されている昼のパレードである。

## 概要
2014年3月9日ウォルト・ディズニー・ワールド・リゾートのマジック・キングダムで公演されている。同パークで新しく建設が行われていた新ファンタジーランドのエリアに登場するキャラクターを中心としてパレードが構成されている。

## パレード構成
プリンセス・ガーデン
ディズニー映画『美女と野獣』、『シンデレラ』、『プリンセスと魔法のキス』、『アナと雪の女王』より
ラプンツェル
ディズニー映画『塔の上のラプンツェル』より
リトル・マーメイド
ディズニー映画『リトル・マーメイド』より
ピーター・パン
ディズニー映画『ピーター・パン』より
メリダ
ディズニー映画『メリダとおそろしの森』より
眠れる森の美女
ディズニー映画『眠れる森の美女』より
ミッキーの飛行船 (フィナーレ)
ディズニー映画『白雪姫』、『ピノキオ』、『ダンボ』、『ふしぎの国のアリス』より

## 使用楽曲
メイン・テーマ
- フェスティバル・オブ・ファンタジー

オープニング
- 美女と野獣 - Beauty and the Beast
- 夢はひそかに - A Dream Is a Wish Your Heart Makes
- 生まれて初めて - For the First Time in Forever
- レット・イット・ゴー - Let It Go

ラプンツェル
- 誰にでも夢はある - I've Got a Dream
- 自由への扉 - When Will My Life Begin

リトル・マーメイド
- キス・ザ・ガール - Kiss the Girl
- アンダー・ザ・シー - Under the Sea
- パート・オブ・ユア・ワールド - Part of Your World

ピーター・パン
- 海賊ぐらし - A Pirate's Life
- 君も飛べるよ！ - You Can Fly
- フック船長はエレガント - The Elegant Captain Hook
- 右から二番目の星 - The Second Star to the Right
- リーダーにつづけ - Following the Leader

メリダ
- 笑顔を忘れずに - Remember to Smile
- 定められた運命 - Fate and Destiny
- タッチ・ザ・スカイ - Touch the Sky

眠れる森の美女
- 森の中の小さな家 - A Cottage in the Woods
- 魔女との決戦 - Battle With the Forces of Evil
- オーロラ姫おめでとう - Hail to the Princess Aurora
- いつか夢で - Once Upon a Dream

フィナーレ
- ミッキーマウス・クラブ・マーチ - Mickey Mouse Club March
- ジッパ・ディー・ドゥー・ダー - Zip-A-Dee-Doo-Dah
- 星に願いを - When You Wish Upon a Star
- もう糸はいらない - I've Got No Strings
- 口笛吹いて働こう - Whistle While You Work
- 翼をひろげて! - When I See an Elephant Fly